# Europastraße 79
Die Europastraße 79 (kurz: E 79) ist ein Teil des internationalen Straßen-Netzes. Die Straße beginnt in Miskolc, Ungarn und endet in Thessaloniki, Griechenland, dabei durchquert sie Rumänien und Bulgarien.
Die Straße führt durch folgende Orte: Miskolc – Debrecen – Berettyóújfalu – Ártánd-Bors – Oradea – Beiuș – Vașcău – Deva – Petroșani – Târgu Jiu – Craiova – Calafat – Widin – Wraza – Botewgrad – Sofia – Pernik – Blagoewgrad – Serres – Thessaloniki